# Theo Alice Ruggles Kitson
Theo Alice Ruggles Kitson (29 de enero de 1871 - 29 de octubre de 1932), también conocida como Tho. AR Kitson y Theo Alice Ruggles, fue una escultora estadounidense.

## Vida

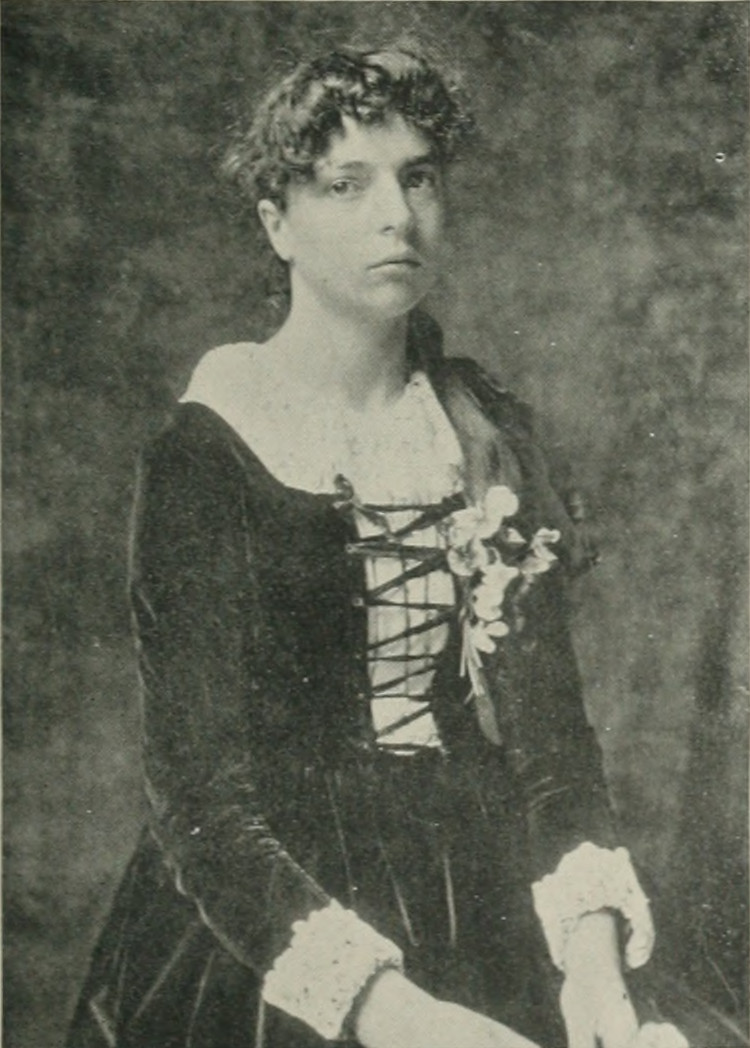
Theo Alice Ruggles Kitson, una mujer del siglo

Kitson nació en Brookline, Massachusetts, hija de Cyrus W. y Anna H. Ruggles. De niña mostró talento artístico, pero cuando su madre intentó matricularla en la Escuela del Museo de Bellas Artes de Boston, le informaron que era demasiado pequeña para ser admitida. Luego, su madre se acercó a otras escuelas, que le dieron el mismo consejo. Sin embargo, uno de los directores de la escuela le sugirió que buscara un tutor para ella y le señaló la dirección de una estrella en ascenso, Henry Hudson Kitson.
Comenzó a estudiar con el escultor Henry Hudson Kitson en 1886 y se casó con él en Boston en 1893 en el evento social de la temporada. Tuvieron tres hijos juntos, los hijos Theo y John y la hija Dorothy.
En 1888, ganó una mención de honor en el Salón de París, convirtiéndose en la mujer más joven y la primera mujer estadounidense en recibir el honor. Fue elogiada cuando regresó a los Estados Unidos para este premio y se le pidió que comentara sobre todo, desde el estado del arte estadounidense hasta la moda masculina. En 1895 fue la primera mujer en ser admitida en la Sociedad Nacional de Escultura .
A principios del siglo XX, diseñó setenta y tres esculturas que ahora se encuentran en varios sitios dentro del Parque Militar Nacional de Vicksburg . Predominantemente bustos y relieves de retratos en honor a los oficiales generales de ambos bandos que lucharon allí, Kitson es la más prolífica de los artistas representados allí. El monumento estatal de Massachusetts, dedicado el 14 de noviembre de 1903, fue el primer monumento estatal que se colocó y dedicó en el parque.
Después de que los Kitson se separaran en 1909, se mudó a Farmington, donde mantuvo un estudio hasta su muerte en 1932 en Boston, Massachusetts. Su trabajo aparece en Boston Women's Heritage Trail .
A lo largo de su carrera creó muchos monumentos públicos, tanto en colaboración con su marido como por su cuenta. Su estatua más conocida es The Hiker (El caminante), un monumento que conmemora a los soldados que lucharon en las guerras de la expansión territorial del Destino Manifiesto de Estados Unidos a principios del siglo XX, la guerra hispanoamericana, la guerra filipino-Americana y la Rebelión de los Bóxers. Se pueden descubrir unas 50 versiones de esta obra repartidas por gran parte de los Estados Unidos.

## Ferias mundiales
Kitson exhibió en la Exposición Colombina Mundial de 1893 . Fue una de las cuatro pintoras o escultoras que exhibieron más de tres obras de arte, entre ellas: A New England Fisherman (1892); A orillas del Oise (1889); Busto retrato de un niño italiano (ca. 1887); y el joven Orfeo (ca. 1890).
Además, ganó una medalla de bronce en la Feria Mundial de St. Louis de 1904.

## Obras seleccionadas
- El caminante
- El monumento al soldado voluntario. Dedicado en Newburyport, Massachusetts, el 4 de julio de 1902.[5] Reproducciones en North Providence, Rhode Island, 1904;[6][7] Walden, Nueva York, 1904;[8] Sharon, Massachusetts, 1908.[9]
- Estatua de Tadeusz Kościuszko, jardín público de Boston
- Monumento a la Madre Bickerdyke, Galesburg, Illinois[10]
- Monumento a Sherman, Washington, DC Esculpió los medallones que representan a los comandantes de cuerpo que sirvieron a las órdenes de Sherman en la Guerra Civil de EE. UU.
- Monumento al 124º Regimiento de Infantería de Voluntarios de Nueva York, Goshen, Nueva York
- Monumento a Esek Hopkins, Providencia, 1891[11]

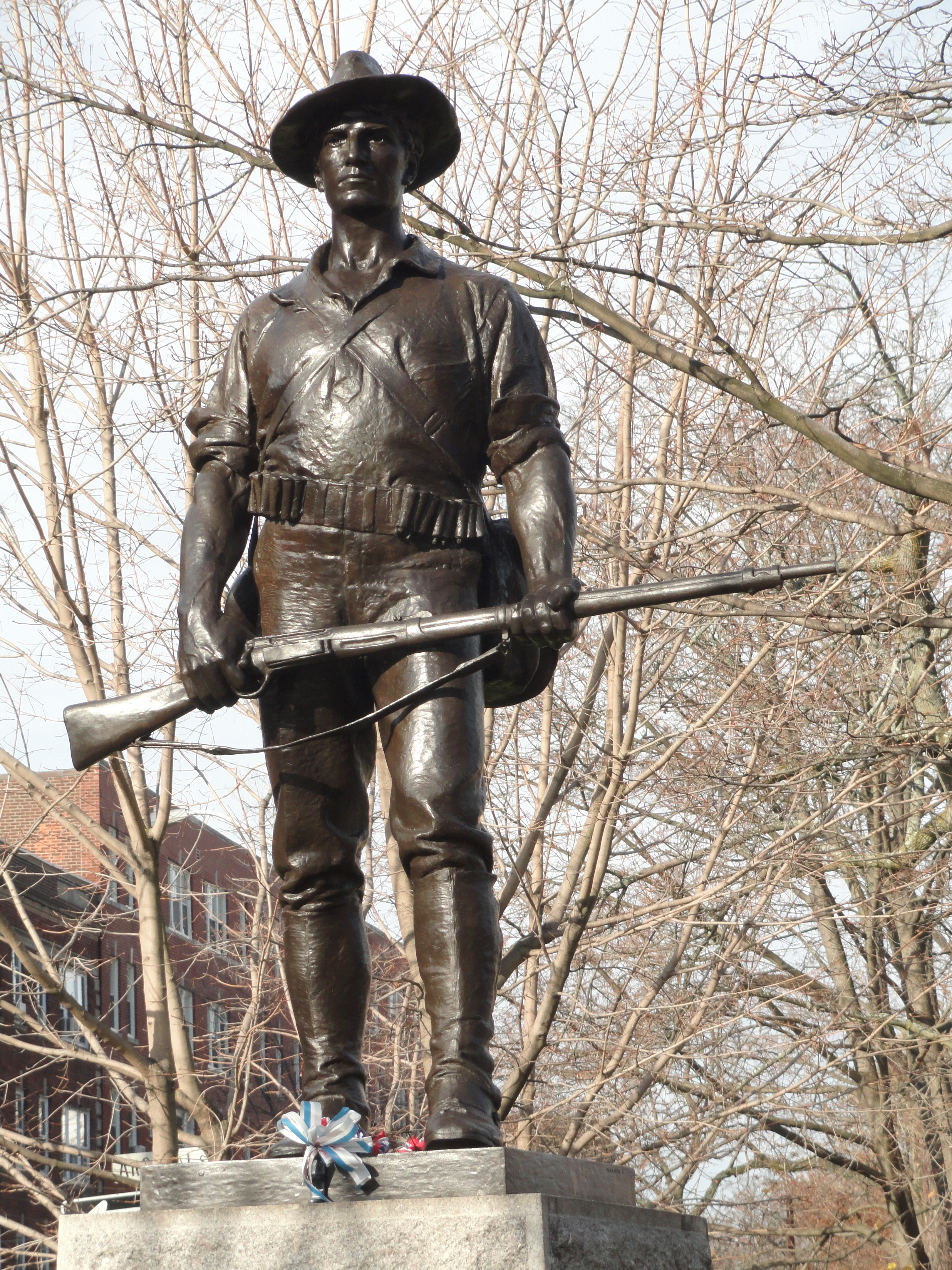
El caminante
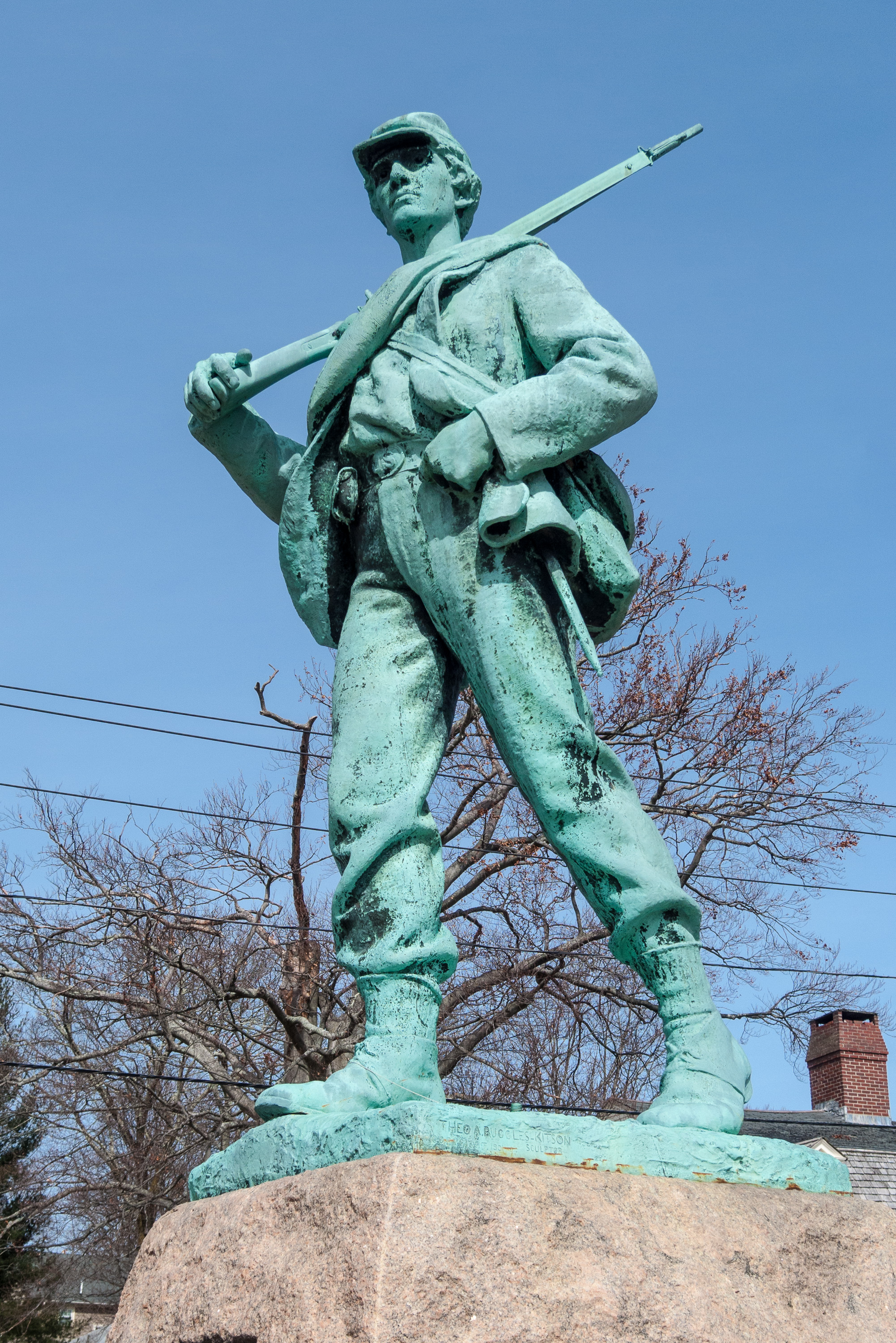
Monumento a los soldados y marineros en North Providence
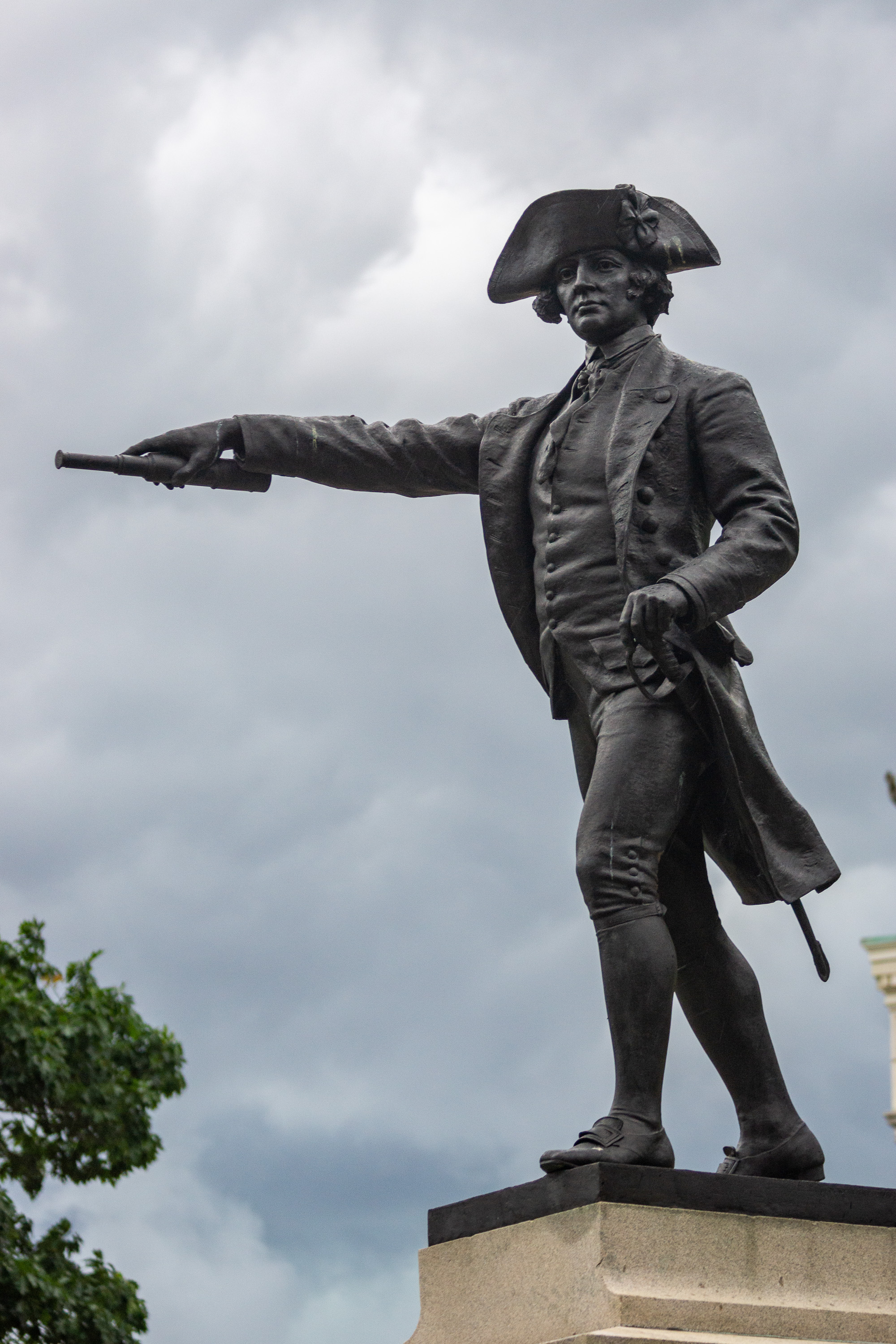
Estatua de Esek Hopkins, Providencia, 1891

### Retratos en relieve en el Parque Militar Nacional de Vicksburg

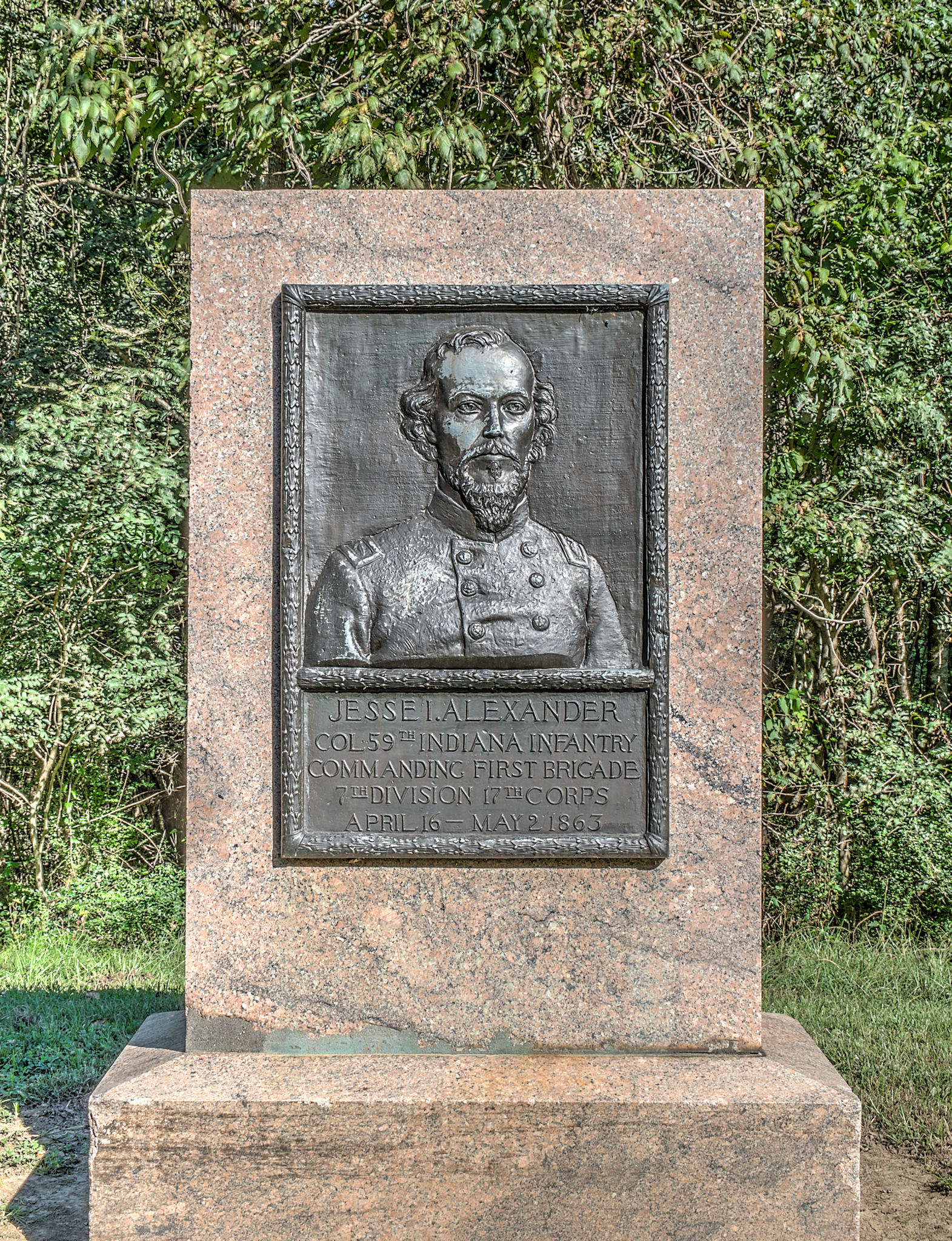
Coronel Jesse I. Alexander, 1918
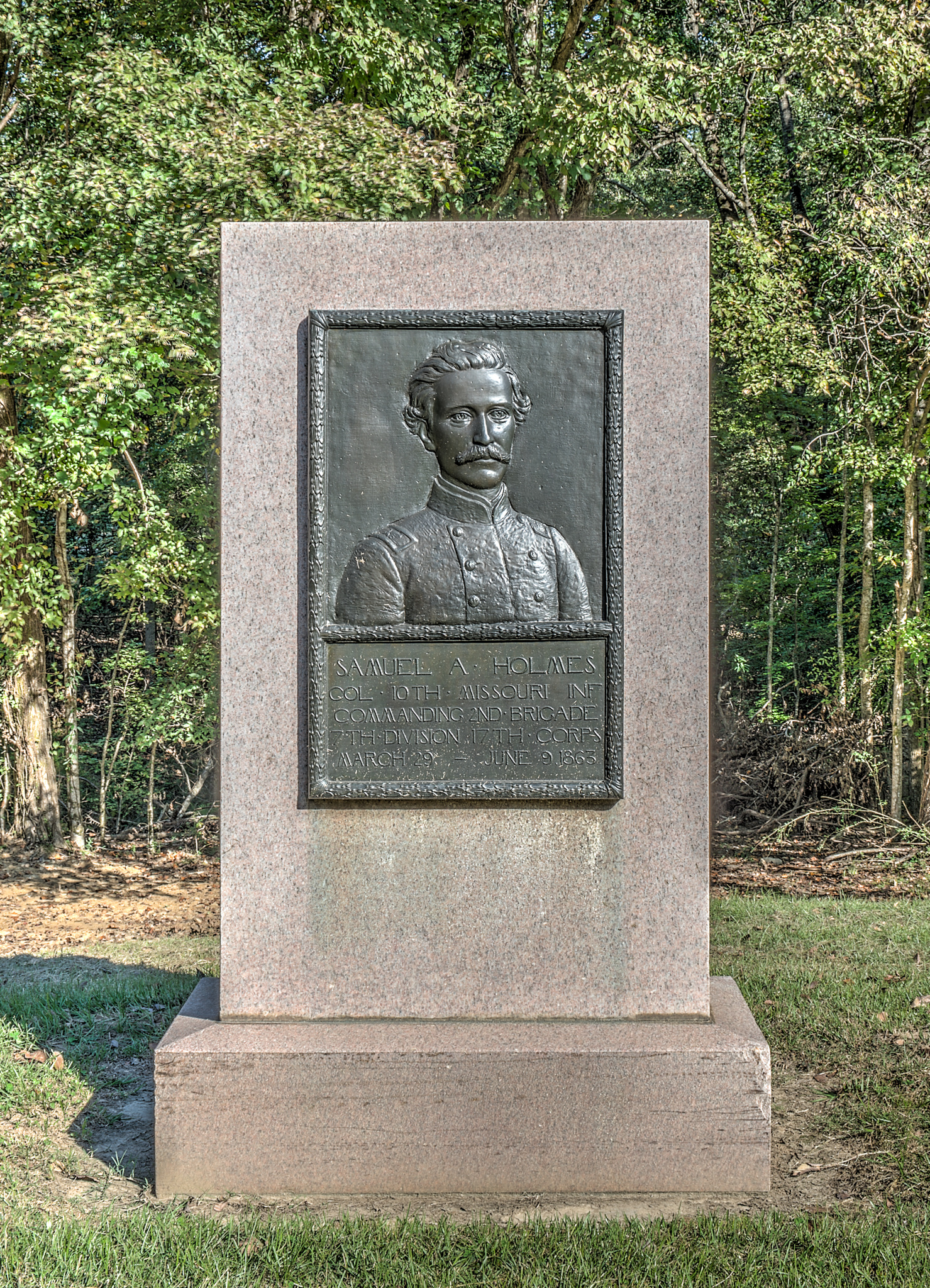
Coronel Samuel A. Holmes, 1915
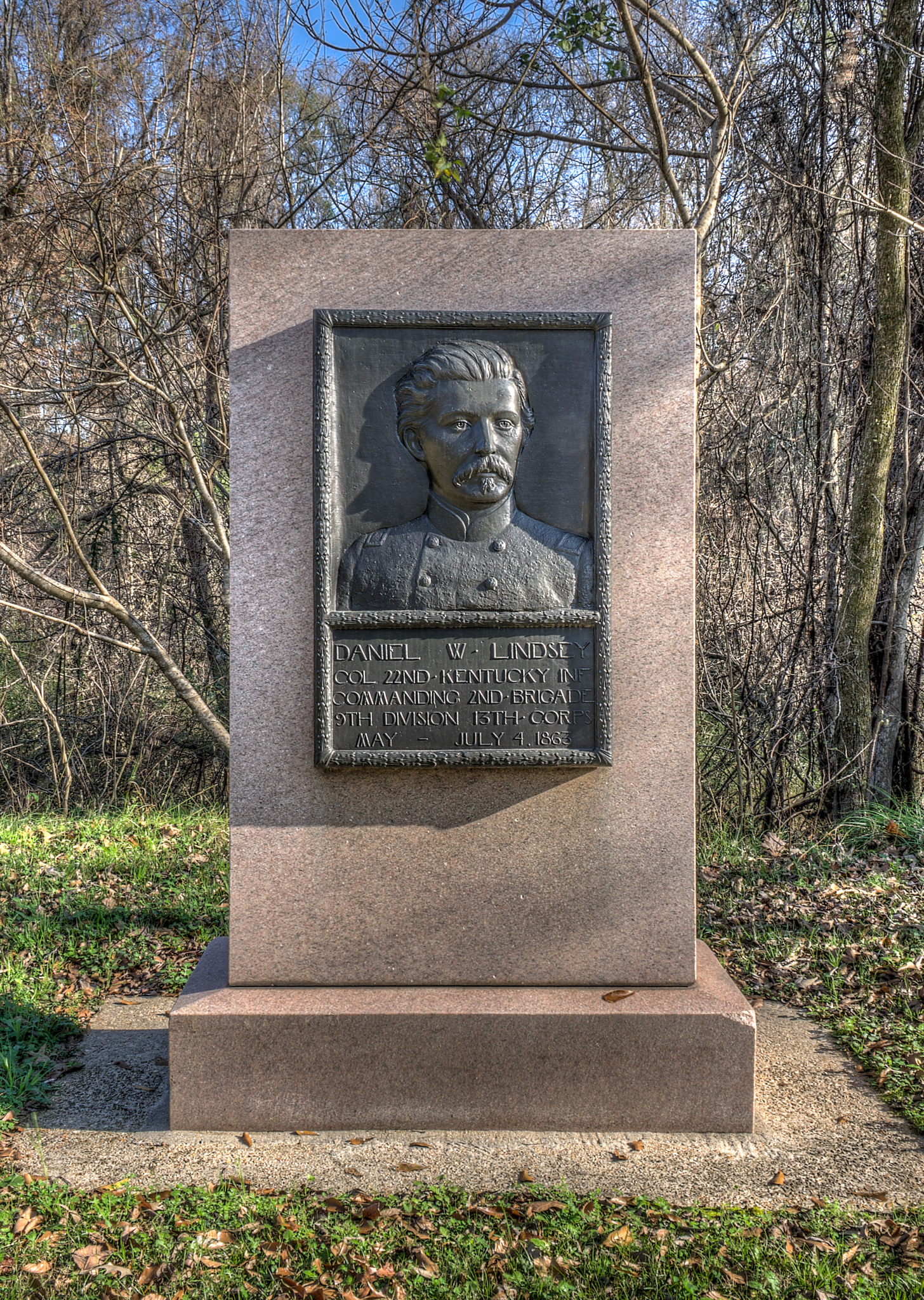
Coronel Daniel W. Lindsey, 1915
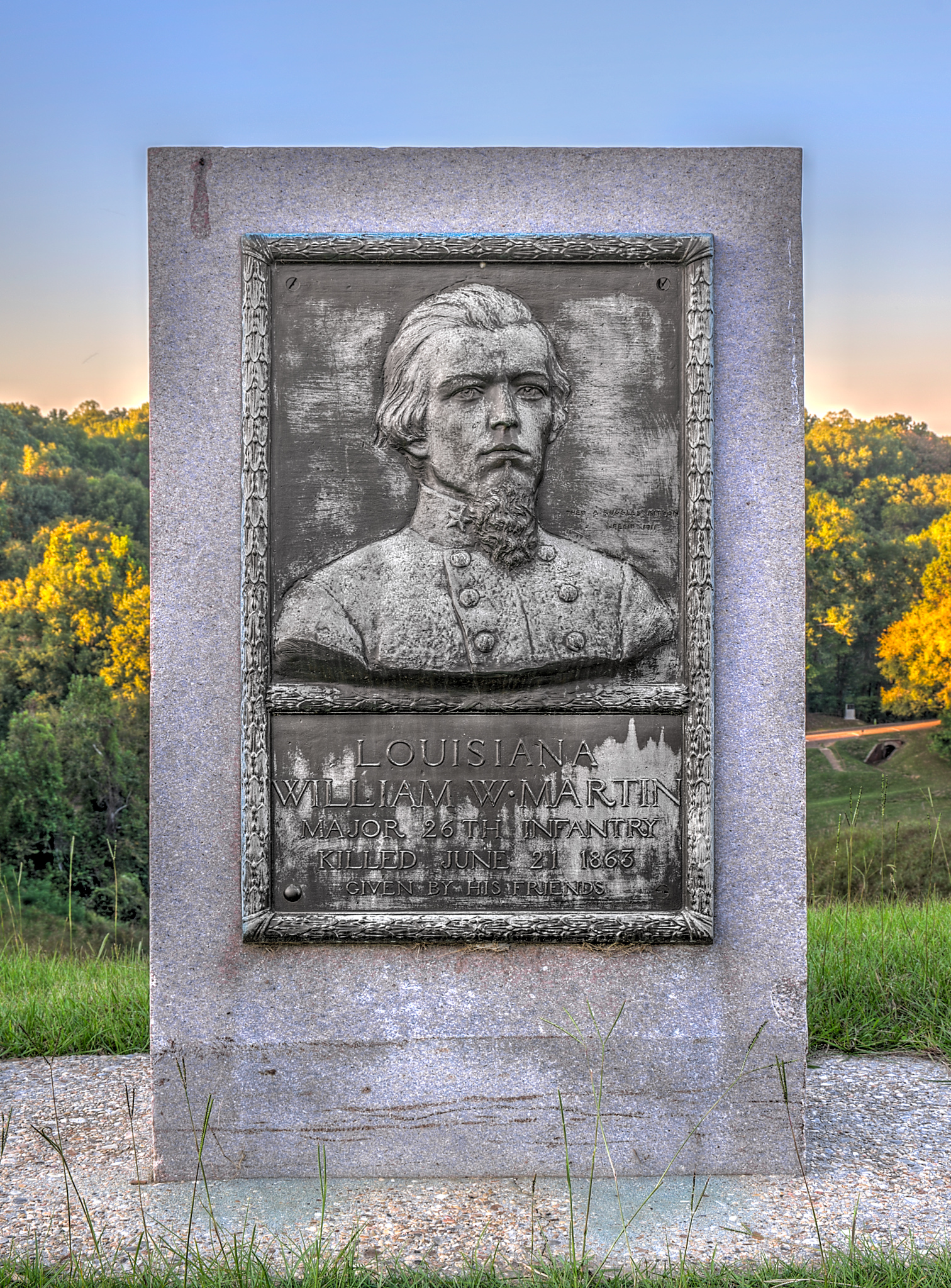
Mayor William W. Martin, 1911
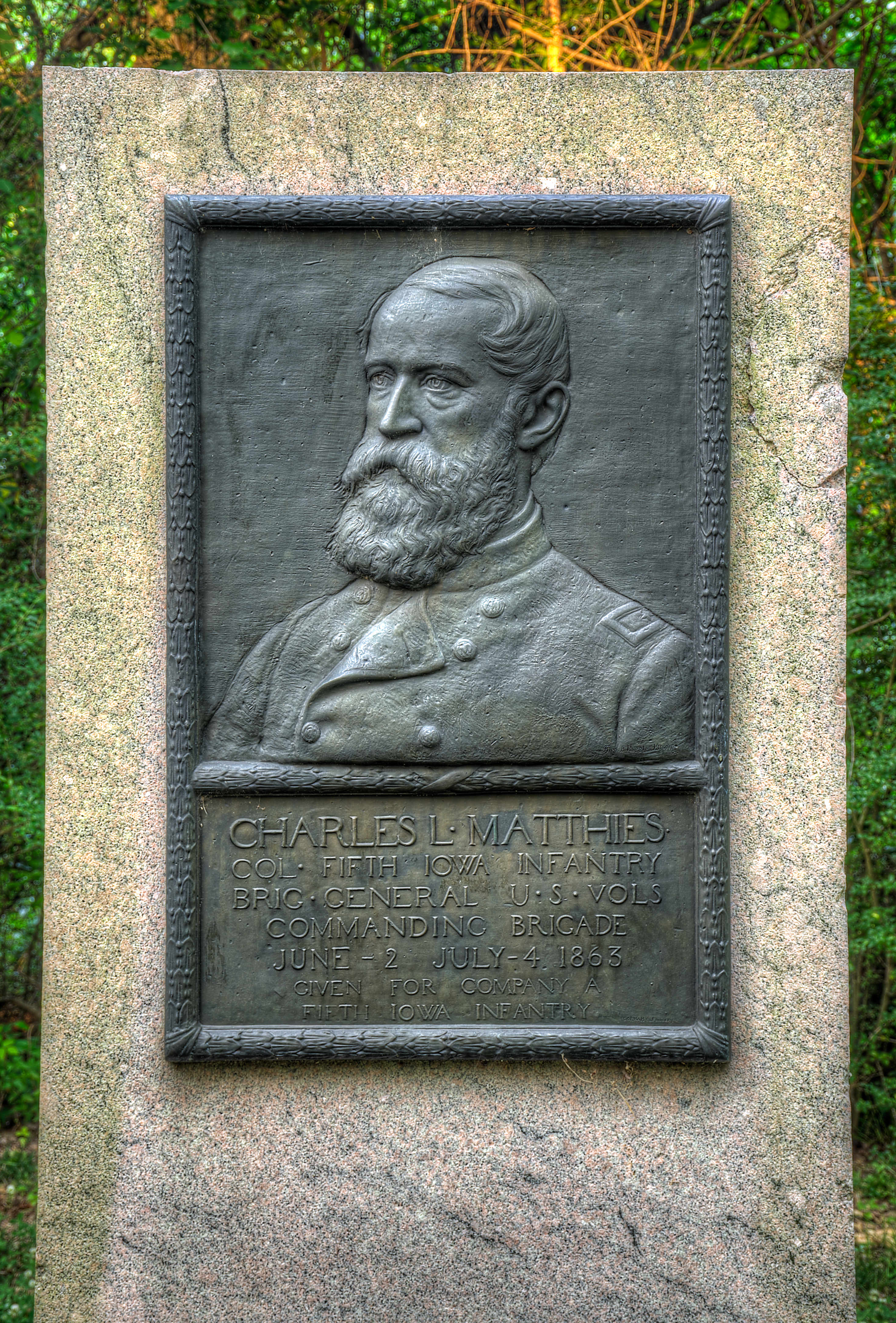
Coronel Charles L. Matthies, 1913
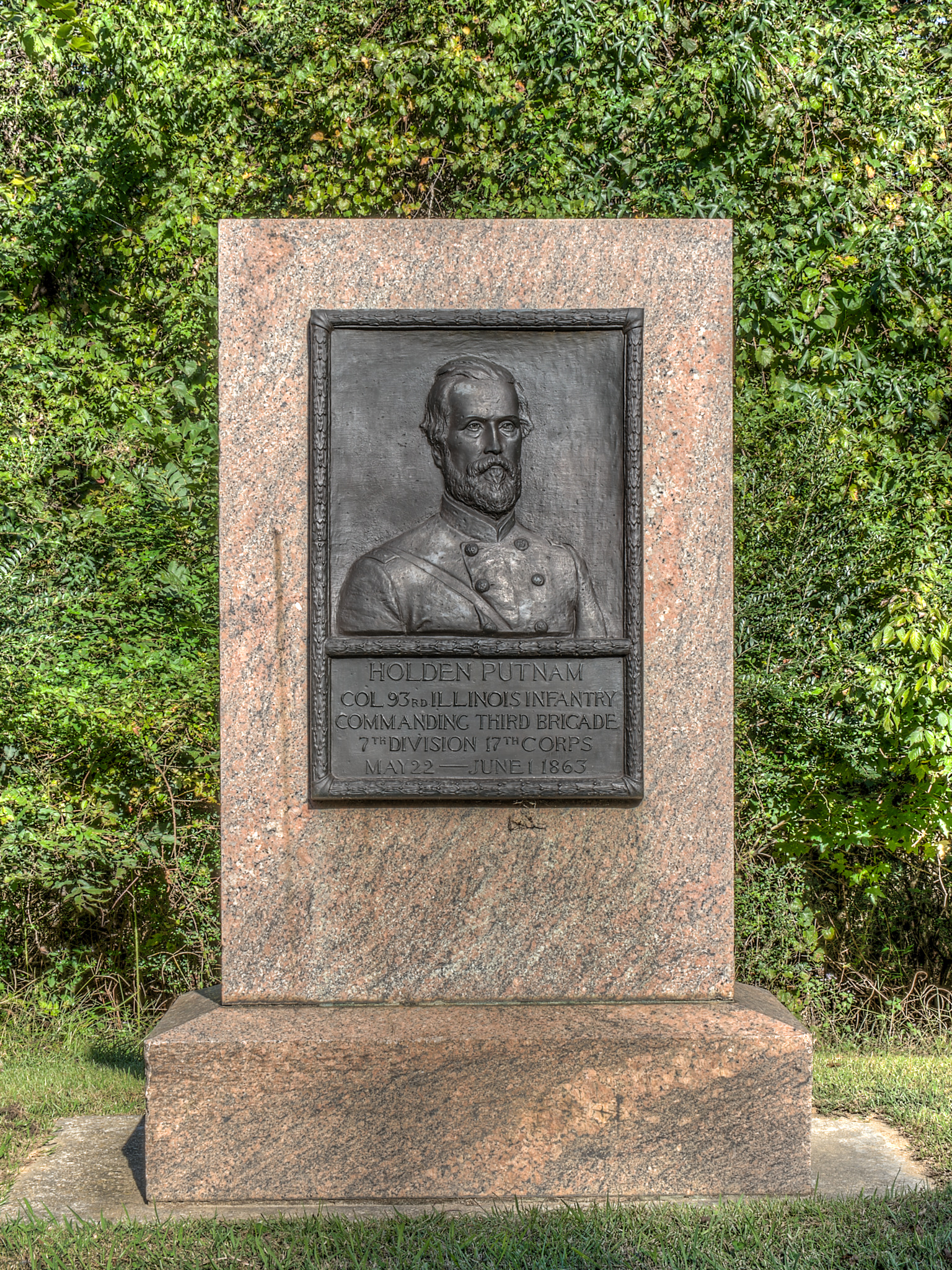
Coronel Holden Putnam, 1919
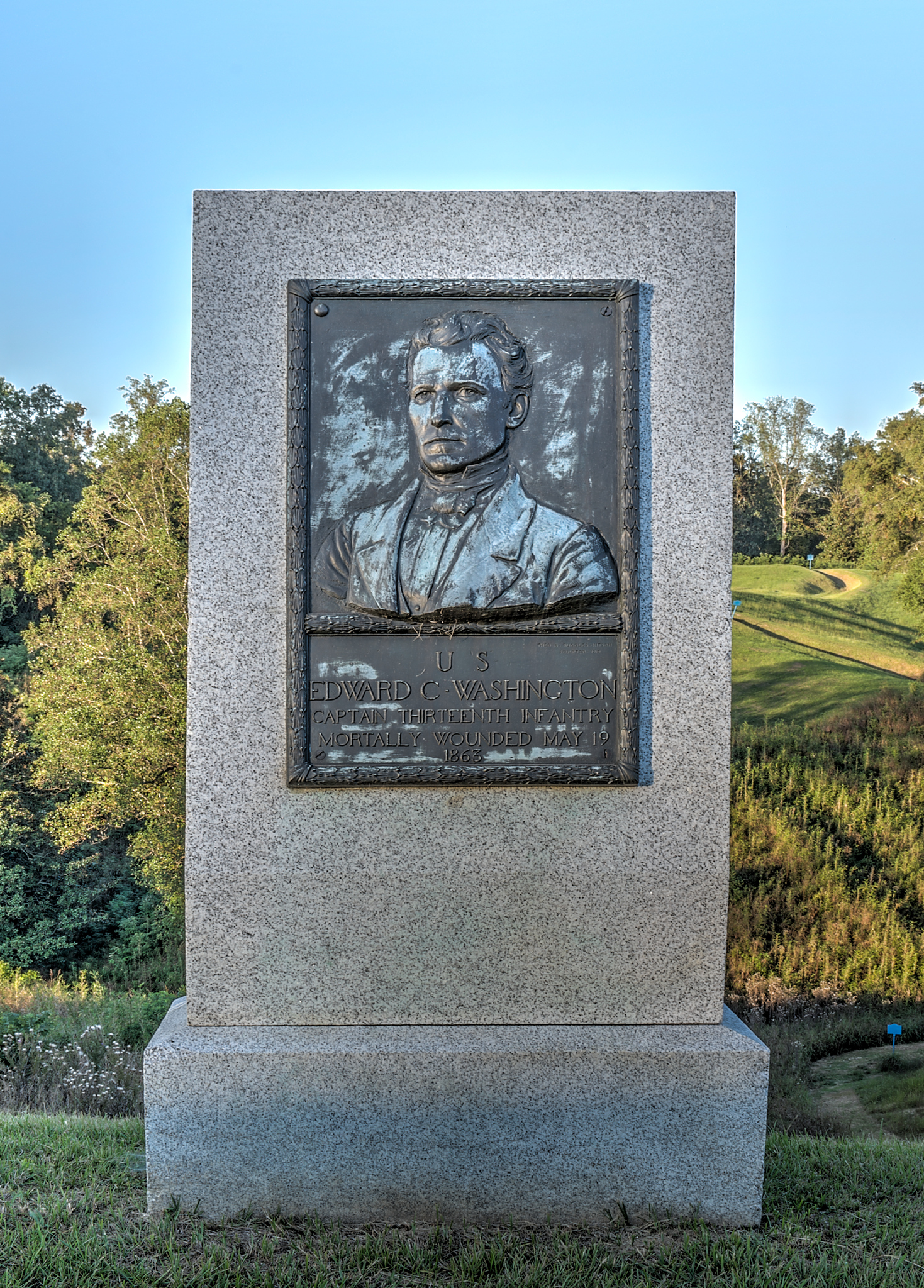
Capitán Edward C. Washington, 1910